# Klass I i ishockey 1923
Klass I i ishockey 1923 var den första säsongen av organiserat seriespel av det nybildade Svenska Ishockeyförbundet. Serien spelades 23 januari-22 februari och vanns av IK Göta. Förutom seriesegern gällde spelet även Stockholms-DM. Serien spelades som en enkelserie i fem omgångar, d.v.s. alla lag mötte varandra en gång. När serien räknades samma gav en seger två poäng, oavgjort gav en poäng och förlust gav 0 poäng. De internationellt meriterade IK Göta hade inga större problem att vinna serien och senare också SM. Flera av lagets spelare spelade även för andra lag i Europa, de flesta för Berliner SC som vid denna tid var den mest framstående av de europeiska klubbarna.
Det nystartade ishockeyförbundet var snart uppe i 15 medlemsföreningar och kunde starta tre serier: Klass I, Klass II och Klass III. Totalt spelades 57 matcher på Stockholms stadion denna säsong. Fjolårets segrare i träningsserien – AIK – lade ner ishockeyverksamheten och deltog inte.

## Poängtabell
| Nr | Lag            | S | V | O | F | GM | IM | MK   | P |
| -- | -------------- | - | - | - | - | -- | -- | ---- | - |
| 1  | IK Göta        | 5 | 4 | 1 | 0 | 27 | 11 | 2.45 | 9 |
| 2  | Djurgårdens IF | 5 | 3 | 1 | 1 | 22 | 13 | 1.69 | 7 |
| 3  | Hammarby IF    | 5 | 3 | 0 | 2 | 17 | 10 | 1.7  | 6 |
| 4  | IFK Stockholm  | 5 | 2 | 2 | 1 | 16 | 13 | 1.23 | 6 |
| 5  | Nacka SK       | 5 | 1 | 0 | 4 | 15 | 28 | 0.54 | 2 |
| 6  | IF Linnéa      | 5 | 0 | 0 | 5 | 7  | 29 | 0.24 | 0 |

## Resultattabell
|                | DIF | HIF | IFL | IFK | IKG | NSK |
| Djurgårdens IF | —   |     |     |     |     |     |
| Hammarby IF    | 1–5 | —   |     |     |     |     |
| IF Linnéa      | 0-5 | 0-7 | —   |     |     |     |
| IFK Stockholm  | 2–2 | 2–3 | 5–2 | —   |     |     |
| IK Göta        | 7–4 | 3–2 | 6–1 | 2–2 | —   |     |
| Nacka SK       | 3–6 | 0–4 | 6–4 | 4–5 | 2–9 | —   |

## Skytteliga
|   | Spelare                    | Lag            | Position | Mål |
| - | -------------------------- | -------------- | -------- | --- |
| 1 | Einar "Stor-Klas" Svensson | IK Göta        | forward  | 8   |
| 2 | Erik ”Jerka” Burman        | IK Göta        | forward  | 6   |
| 2 | Einar "Knatten" Lundell    | IK Göta        | forward  | 6   |
| 4 | Ernst "Knallis" Karlberg   | Djurgårdens IF | forward  | 5   |
| 4 | Bengt Uggla                | IFK Stockholm  | forward  | 5   |

Anmärkning: För flera mål är skytten okänd.